# L'esercito dei mercenari
 L'esercito dei mercenari (Scarecrow and the Army of Thieves) è un romanzo di Matthew Reilly del 2013. Il protagonista è ancora il capitano dei Marine Shane Schofield, già personaggio principale di Ice Station, Area 7, Bersaglio acquisito e Hell Island.

## Edizioni in italiano
- Matthew Reilly; L'esercito dei mercenari: romanzo, traduzione di Ilaria Katerinov, Nord, Milano 2013
- Matthew Reilly; L'esercito dei mercenari: romanzo, traduzione di Ilaria Katerinov, TEA, Milano 2016